# D (слово латинице)
D (де) је четврто слово латинице, шесто слово Гајице.
Може бити:
- Скраћеница за пречник круга у геометрији.
- Скраћеница за  тон d у (музици).
- Скраћеница за  деутеријум, изотоп водоника  у (хемији).
- У математици римски број 500.
- Међународна аутомобилска ознака за Немачку

- У српском језику D  као скраћеницу читамо -  De

## Историја
Слово D је почело као египатски хијероглиф врата, да би се кроз векове развило у D какво данас познајемо.
| Египатски хијероглиф врата | Прото семитска риба | Феничко D | Грчко Delta | Етрушћанско D | Римско D |
| -------------------------- | ------------------- | --------- | ----------- | ------------- | -------- |
| Египатски хијероглиф врата | Прото семитска риба | Феничко D | Грчко Delta | Етрушћанско D | Римско D |

| Старо Турско D | Савремено Римско D | Савремено Курзив D | Сигнално наутичко D - ICS Delta | Брајева абецеда D | Абецеда глувонемих D |
| -------------- | ------------------ | ------------------ | ------------------------------- | ----------------- | -------------------- |
| Старо Турско   | Савремено Римско D | Савремено Курзив D | Сигнално наутичко D             | Брајева абецеда D | Абецеда глувонемих D |